# AK-19
El AK-19 es un rifle de asalto calibre 5,56 x 45 OTAN diseñado por Kalashnikov Concern para el mercado de exportación.

## Historia
Revelado durante la exhibición del Foro Militar-Técnico Internacional ARMY-2020, el AK-19 es una variante del AK-12 actualizado, revelado al mismo tiempo, calibrado en 5,56 x 45 OTAN, que fue puesto en producción en serie en 2022.

## Detalles de diseño
Al igual que el AK-12 actualizado, el AK-19 presenta una culata de polímero en forma de L rediseñada, un pistolete y un guardamanos rediseñados, y una nueva mira trasera de dioptrías giratoria. A diferencia del AK-12, el AK-19 cuenta con un supresor de flash tipo jaula de pájaros que tiene ranuras para un supresor de sonido desmontable rápido. El rifle tiene un peso de 3.5 kg (7.72 lb), una longitud de cañón de 415 mm (16.3 in), una longitud total de 935 mm (36.8 in), y utiliza un cargador estándar de 30 cartuchos.